# E. Hitler & Luftwaffe Nr. 3 Del 1
E. Hitler & Luftwaffe Nr. 3 Del 1 er en kassette af Errol Norstedt fra 1979, hvor han bruger pseudonymet E. Hitler & Luftwaffe. Sangene "Mera Brännvin" og "Andra Kan, Dom" blev indspillet i nye versioner til albummet Gasen I Botten, som kom i 1981. Norstedts ven Jan-Åke Fröidh synger på "Brännvins-Augusts Disco".
Sangen "Mera Kärnkraft" blev spillet i det svenske humorprogram Svenska Nyheter 2019.
Kassetten indeholder nogle nye optagelser fra de tidligere E. Hitler-kassetterne.

## Spor
Side A
1. "Mera Kärnkraft" - 04:18
2. "Mera Brännvin" - 02:45
3. "Brännvins-Augusts Disco" - 03:53
4. "Mord I Norrland" - 02:58
5. "Kom Hit Ska Du Få" - 01:53
6. "Ronka" - 02:06
7. "Den Flängde Saxofonisten" - 03:45
8. "När Knugen Knulla' Silvia" - 02:00
9. "Suga Min Kuk" - 01:27
10. "Åh, Vilken Hora" - 02:09
11. "Killa Min Fot" - 01:12 (Original fra E. Hitler & Luftwaffe Nr. 2 fra 1977)
12. "Andra Kan, Dom" - 02:01
13. "Kukrunkarblues" - 02:01

Side B
1. "Hemorroider I Mitt Rövhål" - 01:54 (Original fra E. Hilter & Luftkaffe Nr. 1 fra 1977)
2. "Ta Mig I Röven, Pojkar!" - 02:50 (Original fra E. Hitler & Luftwaffe - Mannen Utan Hjärna fra 1976)
3. "Slicka En Fitta" - 02:19
4. "Sug Sug Sug Min Kuk" - 01:53
5. "Långnästa Myndighetspersoners Shuffle" - 03:05
6. "Fruntimmer Ska En' Ha Å' Knulla Mä'" - 04:17 (Original fra E. Hilter & Luftkaffe Nr. 1 fra 1977)
7. "Disco-Tjo" - 04:41
8. "Do The Ronka" - 03:29
9. "Vresa Upp Fetta', Käringajävel!" - 02:59
10. "Kukrunkarblues" - 01:58
11. "Knulla En Get I Röven" - 02:48

### Sangtitler på dansk
- Mera Kärnkraft - Mere Atomkraft.
- Mera Brännvin - Mere Brændevin.
- Brännvins-Augusts Disco - Brændevin-Augusts Disco.
- Mord I Norrland - Drab I Norrland.
- Kom Hit Ska Du Få - Kom Her Skal Du Få.
- Ronka - Spille (onanere, "ronka" er skånsk for "runka").
- Den Flängde Saxofonisten - Den Flankerede Saxofonist.
- När Knugen Knulla' Silvia - Når Knugen Knalde Silvia.
- Suga Min Kuk - Sutte Min Pik.
- Åh, Vilken Hora - Åh, Sådan En Hore!
- Killa Min Fot - Kildre Min Fod.
- Andra Kan, Dom - Andra Kan, De.
- Kukrunkarblues - Pikspilleblues.
- Hemorroider I Mitt Rövhål - Hæmoider I Mit Røvhul.
- Ta Mig I Röven, Pojkar! - Tag Mig I Røven, Drenge!
- Slicka En Fitta - Slikke En Fisse.
- Sug Sug Sug Min Kuk - Sut Sut Sut Min Pik.
- Långnästa Myndighetspersoners Shuffle - Langnæsede Embedsmænds Shuffle.
- Fruntimmer Ska En' Ha Å' Knulla Mä' - Fruentimmer Skal Man Have Til At Knalde Med.
- Vresa Upp Fetta', Käringajävel! - Åbn Din Fisse, Din Skidetæve!
- Knulla En Get I Röven - Knalde En Ged I Røven.